# Buena Vista Social Club (album)
Buena Vista Social Club je studiové album kubánského kapelníka a hudebníka Juana de Marcose Gonzáleze a amerického kytaristy Ry Coodera s tradičními kubánskými hudebníky, vydané dne 16. září 1997 v hudebním vydavatelství World Circuit Records. Album produkoval Ry Cooder, který cestoval na Kubu, aby pořídil zvukový záznam setkání s hudebníky, z nichž mnozí byli v minulosti do značné míry neznámí mimo Kubu. Hudebníci se svými skladbami a písněmi vystupovali později také v dokumentárním filmu stejného jména. Hudba na albu byla inspirována hudební produkcí ve vyhlášeném havanském klubu Buena Vista Social Club, který byl na svém vrcholu v 40. a 50. letech 20. století. Mnozí z hudebníků, hrajících na albu, byli buď bývalí umělci z klubu, nebo byli významní kubánští muzikanti během doby existence klubu. Ostatní, mladší muzikanti, podílející se na vzniku alba, mohli přitom sledovat své hudební kořeny zpátky do předrevoluční kubánské hudby, zejména slavné havanské hudební scény roku 1950.

## Koncepce

### Souvislosti
V roce 1996 byl americký kytarista Ry Cooder pozván do Havany britským producentem world music Nickem Goldem, aby pro vydavatelství World Circuit Records pořídil hudební záznam setkání dvou afrických hudebníků z Mali, hrajících highlife, s kubánskými muzikanty. V době zostřeného obchodního a cestovního embarga proti Kubě, ale afričtí hudebníci neobdrželi víza a do Havany nedorazili. Gold spolu s Cooderem, který se na Kubu dostal přes Mexiko, změnili své plány a rozhodli se nahrát album kubánské hudby son s místními hudebníky. Již na afrokubánské spolupráci se měli podílet kubánští muzikanti, basista Orlando „Cachaíto“ López, kytarista Eliades Ochoa a kapelník Juan de Marcos González, který sám organizoval podobný projekt pro skupinu Afro-Cuban All Stars. O účinkování dalších muzikantů se postarali zpěvák Manuel Puntillita Licea, klavírista Rubén González a osmdesátník, zpěvák Compay Segundo (vlastním jménem Máximo Francisco Repilado Múñoz), kteří všichni souhlasili s účastí na projektu.
Do tří dnů od zrození projektu, Cooder, Gold a de Marcos zorganizovali velkou skupinu umělců a zahájili nahrávání v havanském studiu EGREM (Empresa de Grabaciones y Ediciones Musicales), kde se zařízení a atmosféra nezměnily od roku 1950. Komunikace mezi španělsky a anglicky mluvícími účastníky probíhala nejprve za pomoci tlumočníka, ale Ry Cooder si brzy uvědomil, že k porozumění mezi muzikanty není potřeba slov.

### Záznam
Album bylo nahráno za pouhých šest dní a obsahuje čtrnáct skladeb. Zahajovací skladbu Chan Chan napsal Compay Segundo na čtyři akordy sona (Dm, F, Gm, A) a ta se, podle Ry Coodera, stala vizitkou Buena Visty. Album končí ztvárněním tradiční kubánské vlastenecké písně La Bayamesa (nezaměňovat s kubánskou národní hymnou se stejným názvem). Při nahrávání byl také shromážděn hudební materiál pro následná sólová alba jednotlivých hudebníků, která vycházela pod názvem Buena Vista Social Club uvádí .... Jako první vyšlo sólové album  kubánského klavíristy Rubéna Gonzáleze.

## Hudba
Úvodní skladba Chan Chan je píseň o dvou postavách kubánského folklóru Juanitě a Chan Chanovi, kteří se setkávají na pláži a chtějí si postavit společně dům. Skladbu složil Compay Segundo již v roce 1987, text písně má jemně erotický nádech.
Skladba Luise Marquettiho El cuarto de Tula (Tuliin pokoj) je ve stylu jam session a improvizovanými texty se na ní podílejí zpěváci Eliades Ochoa, Ibrahim Ferrer a Manuel „Puntillita“ Licea. V závěru skladby hraje sólo na laúd Barbarito Torres a na timbales třináctiletý Julienne Oviedo Sánchez. Píseň zazněla i ve filmu Training Day z roku 2001.
Bolero skladatelky Isoliny Carillové Dos gardenias (Dvě gardénie) zpívá Ibrahim Ferrer. Píseň byla velkým hitem v roce 1940 a Ibrahim Ferrer se jí naučil, když vystupoval s kubánským kapelníkem Benny Moré.
Skladba Eusebia Delfina pro dvě kytary a dva mužské hlasy z roku 1920 ¿Y tú qué has hecho? (A ty, co jsi udělala?) má lyrický text o stromu, do kterého dívka, jen pro potěšení, vyryje své jméno. A poraněný, chvějící se strom jí setřese do klína svůj květ. Zpěváka Ibrahima Ferrera v ní doprovází druhým hlasem Compay Segundo, který zároveň hraje na tres. Druhý kytarový part hraje Ry Cooder.
Další bolero Veinte años (Dvacet let), dílo skladatelky a kytaristky Maríi Teresy Very zpívá jediná žena na albu, známá kubánská zpěvačka Omara Portuondo, svým barytonem ji doprovází zpěvák Compay Segundo.
Skladba El carretero (Vozka) je guajira, kubánská obdoba country a zpívá ji Eliades Ochoa.
Skladba Buena Vista Social Club , kterou složil otec basisty Orlanda „Cachaíta“ Lópeze, Orestes López, obrací pozornost ke klavírnímu umění Rubéna Gonzáleze a její název byl vybrán i jako název celého alba.

### Hudebníci
Původní seskupení hudebníků, podílejících se na vzniku alba se později rozšířilo o další muzikanty, kteří se rovněž označují jako členové Buena Vista Social Clubu.

## Seznam skladeb
1. Chan Chan – 4:16
2. De camino a La Vereda – 5:03
3. El cuarto de Tula – 7:27
4. Pueblo nuevo – 6:05
5. Dos gardenias – 3:02
6. ¿Y tú qué has hecho? – 3:13
7. Veinte años – 3:29
8. El carretero – 3:28
9. Candela – 5:27
10. Amor de loca juventud – 3:21
11. Orgullecida – 3:18
12. Murmullo – 3:50
13. Buena Vista Social Club – 4:50
14. La bayamesa – 2:54

## Nahrávky a filmy s názvem Buena Vista Social Club (výběr)
- CD, 1997, World Circuit Records, Londýn, EAN: 7798014098856
- DVD, 1997, Nonesuch Records, New York, 79478–9
- dokumentární film (záznam práce muzikantů ve studiu na Kubě, vystoupení na koncertech v Amsterdamu a v Carnegie Hall v New Yorku), 1999, režie: Wim Wenders[2]
- 2xLP (200), 2009, Classic Records, USA

## Ocenění
- 1998 Grammy Award (Best Tropical Latin Performance) [3]
- 2000 platinová cena RIAA (USA) za 1.000 000 prodaných alb[4]
- 2003 v žebříčku Rolling Stone – 500 nejlepších písní všech dob, který vydal časopis Rolling Stone 9. prosince 2004 (číslo 963), se album zařadilo na 260. místo jako jedno z pouze dvou alb nahraných v neanglicky mluvících zemích.[5]